# Автоматизация маркетинга
Автоматиза́ция ма́рке́тинга — использование специализированных компьютерных программ и технических решений для автоматизации маркетинговых процессов предприятия, перенос текущих бизнес-процессов компании в область цифровых сервисов с целью экономии трудовых и временных ресурсов. Основные области автоматизации — это маркетинговое планирование и бюджетирование, управление маркетинговыми активами, управление маркетинговыми кампаниями, взаимодействие с клиентами, управление потенциальными продажами, интеграция данных о клиентах и их аналитика, и другие аспекты маркетинга. Решения в области автоматизации маркетинга поставляются в составе некоторых систем по управлению взаимоотношениями с клиентами (CRM-систем), а также в виде независимых приложений — отдельных программ управления маркетинговыми задачами (Enterprise Marketing Management — EMM). В свою очередь, независимые приложения могут быть комплексными системами или предназначенными для решения частных маркетинговых задач.

## Основная функциональность
Автоматизация маркетинга позволяет вывести рутинные процессы, которые обычно выполняются вручную, на более высокий уровень, интегрирует источники данных, повышает уровень безопасности и защиты корпоративных данных, открывает новые маркетинговые возможности и повышает эффективность маркетинга.
Отчёт, представленный исследовательским агентством B2B Marketing приводит следующие 5 областей функциональности решений автоматизации маркетинга:
1. Создание и продвижение контента: возможность создавать онлайн исследования, средства для генерации лидов (новые веб-сайты, брошюры), ведения промокампаний средствами электронной почты, контекстной рекламы, пиар и другими. Преимущество специализированных решений в том, что они позволяют в очень высокой степени персонализировать эти кампании.
2. Управление маркетинговыми кампаниями: набор инструментов для проектирования кампаний, реализации и управления им по времени и событиям.
3. Схватывание лидов: возможность получать информацию о том, что и как делают посетители на сайтах, оформлять данные от них и начинать взаимодействие с ними через интересующий их контент.
4. Управление лидами: оценка (квалификация), подпитка и передача лидов в последующие части воронки маркетинга, является центральной частью специализированных систем автоматизации маркетинга. Большинство систем, интегрирующихся с CRM решениями, позволяют как маркетологам, так и специалистам по продажам управлять лидами по всей воронке продаж. Некоторые системы включают также управление ресурсами для этих задач.
5. Измерение результатов: системы позволяют установить и отслеживать целый набор метрик, специфических для указанных задач и процессов. В частности, можно сравнивать результаты различных кампаний между собой, налаживая таким образом процесс непрерывного совершенствования.

## Принципы внедрения
Следует понимать, что комплексная, интегрированная система автоматизации маркетинга, это не только программа, а именно система, включающая также технические средства сбора данных и обмена полученными данными. Например, в розничном магазине это могут быть системы подсчёта посетителей, которые необходимы для получения подробной статистики посещений, позволяющей продумать план развития предприятия, выявить закономерности, способствующие повышению его популярности у потенциальных клиентов. Кроме того, внедрение системы автоматизации включает разработку регламентов её применения, ведения документооборота, и другие элементы. Комплексный подход, учитывающий все стороны взаимодействия отдельных частей системы и обмена информацией с другими элементами системы автоматизации предприятия в целом, является важнейшим принципом успешного внедрения.

## Классификация
В число систем автоматизации маркетинга входят следующие группы систем автоматизации:
- Integrated Marketing Management, комплексное решение для отделов маркетинга, объединяющее функциональность для различных задач;
- Управление Маркетинговыми Ресурсами (Marketing Resource Management), в которых реализованы процессы создания и проведения маркетинговых кампаний, в том числе их бюджетирование, разработка этапов продвижения, создание списков рассылки и отслеживание маркетинговых исследований;
- Enterprise Feedback Management (EFM), корпоративное управление обратной связью, — класс корпоративных информационных систем, предназначенных для планирования и проведения маркетинговых исследований клиентов (потенциальных или реальных), ведения базы данных результатов и их анализа;
- Управление Кампаниями (Campaign Management), программы, частично охватывающие функциональность двух предыдущих классов и имеющие дополнительные функции для наиболее удобного решения специализированных задач, возникающих при проведении маркетинговых кампаний;
- Маркетинговая Аналитика (Marketing Analytics), специализированный инструментарий для анализа маркетинговых данных;
- Управление Цифровыми Активами (Digital Asset Management);
- Интернет-маркетинг, как правило — в виде специализированных маркетинговых блоков программ для ведения электронной коммерции, которые позволяют отслеживать, например, поведение клиента на сайте в реальном времени;
- E-mail Маркетинг, программы, развившиеся из программ ведения рассылок, но дополненные маркетинговыми инструментами для анализа и учёта поведения клиента;
- Управление Лидами (Leads Management), в данных программах ведётся работа с лидами в «воронке продаж»;
- Управление Маркетинговой Эффективностью, для анализа эффективности работы маркетинговых подразделений и управления эффективностью по заданным критериям;
- Веб-Аналитика (Web Analytics);

Функциональность различных классов перечисленных выше программ может пересекаться, на предприятии обычно применяется несколько программ для выполнения различных задач, и полученные в одной из программ данные передаются в другие. При переходе от разрозненных приложений к интегрированному решению IMM, существенно увеличивается эффективность маркетинга в целом, уменьшается совокупная стоимость владения программами.
Применяется и термин Marketing Automation — под ним понимаются системы, реализующие подобные CRM функции, но именно для задач маркетинга: «подкласс решений CRM, которые фокусируются на управлении маркетинговыми компаниями … через автоматизацию процессов по двум главным задачам: лучшей сегментации клиентов и управлением процессом кампаний». Кроме того, существует и другое понимание этого термина: как отдельного от CRM класса программных продуктов.

## Некоторые группы продуктов для автоматизации маркетинга
Среди программ, предназначенных для автоматизации маркетинга, многие предназначены также для обеспечения продаж и других смежных функций. Другие функционируют, как правило, в виде модулей систем, имеющих более широкие задачи. Однако можно выделить группы программ, для которых функции маркетинга первичны.

### Integrated Marketing Management
Integrated Marketing Management — класс программных продуктов, используемых в качестве платформы для автоматизации маркетинговых процессов компании, начиная от сбора и анализа информации о клиентах, и заканчивая составлением планов, бюджетов, управлением маркетинговыми ресурсами, производством и анализом маркетинговой эффективности. Это специализированное программное обеспечение для руководителей и специалистов в области маркетинга, позволяющее значительно улучшить работу отдела маркетинга во всех её аспектах. Кроме того, это единая среда, в которой сотрудники обмениваются информацией, ведут маркетинговые проекты, отчитываются перед руководством, получают одобрения и утверждения планов и бюджетов.
Ранее эти продукты назывались Enterprise Marketing Management (как и категория программных продуктов для автоматизации маркетинга в целом), в октябре 2010 Gartner изменил терминологию, заменив термин EMM на термин Интегрированное Управление Маркетингом (Integrated Marketing Management, IMM).

### Marketing Resource Management
MRM-системы предназначены для автоматизации административных задач маркетинга, связанных с бюджетированием, планированием и отчётностью, созданием заказов на рекламную продукцию, ведением единой базы данных по продуктам и услугам для использования в рекламных материалах, и т. д. Такие системы включают также дополнительную функциональность для подготовки отчётности по ключевым показателям эффективности — KPI. При проведении маркетинговых исследований такие программы, как правило, взаимодействуют с EFM-системами.

### Enterprise Feedback Management
EFM-системы развились на базе нескольких групп программ: веб-приложений для проведения опросов и программ для обработки результатов маркетинговых исследований, в результате объединения возможностей этих программ и добавления функциональности, позволяющего планировать, согласовывать и публиковать результаты исследований в единой программной среде. Среди основных разработчиков этих систем следующие: Allegiance, Confirmit, RightNow Technologies, Verint Systems, Satmetrix, MarketTools, Vovici.
Обычно функциональность EFM-систем состоит из следующих основных блоков:
- конструктор исследований: редактор анкет с поддержкой различных типов вопросов, позволяющий организовать логическое ветвление и рандомизацию их порядка, квотирование и определение объёма выборок, определение календарного графика проведения исследования;
- интерфейс исследований: включает инструментарий для формирования выборок респондентов из базы данных (например, системы CRM фирмы), e-mail рассылки, веб-приложений для проведения опроса, а также инструменты для контроля и управления исследованием;
- блок анализа: статистический инструментарий для обработки результатов исследований, создания различных отчётов в форме таблиц и графиков, а также экспорта в другие программы, предназначенные для управления маркетингом.

Кроме того, в программе имеется несколько элементов, служащих для обеспечения функционирования: блок логики бизнес-процессов, ответственный за обеспечение согласования исследований и доступ к результатам (в частности, обычно такие системы предусматривают разделение функций создания анкеты и запуска исследования), и блок управления доступом, средствами которого проводится разграничение ролей и прав доступа к процессу и результатам исследований.
EFM может быть дополнительным модулем к CRM.

## История разработки
Процесс разработки и внедрения программ для автоматизации маркетинга в большинстве промышленно развитых стран проходил в несколько этапов. В различных странах для программ различных классов они сильно различаются, однако в целом можно выделить следующие этапы.
Первая волна внедрения клиент-ориентированных решений (начало 90-х годов) характеризуется появлением программ, предназначенных для работы отдельных групп сотрудников: отделов продаж, сall-центров и маркетинговых служб.
Разработки второй волны были ответом на потребность крупных фирм в интегрированных решениях. Цель — получить полную картину отношений этих предприятий с клиентами. Основная идея состояла в том, чтобы унифицировать работу с клиентом, вести единую и общедоступную клиентскую базу. При этом, система остается ориентированной на внутренние потребности предприятия, а не на клиента.
Третья волна (в конце 90-х и начале 2000-х) совпадает с развитием Интернета и характеризуется резким увеличением числа новых разработчиков и ростом продаж уже присутствовавших на рынке. Предприятия приступают к освоению возможностей электронной коммерции, однако на этом этапе ещё не интегрируя её со своими CRM-проектами. Внедрению систем электронной коммерции, снабженных функциями управления взаимоотношениями с клиентами, препятствует недостаточная интеграция с информационными системами предприятий (это ограничивает возможность удостовериться в наличии продукта), и недостаточное взаимодействие между пунктами продаж, что делает затруднительным сделки в режиме online.
Четвёртая волна характеризуется возможностью связать сделки, совершаемые в сети, со службами contact-центров, где клиенты могут получить необходимую информацию, переходом к расчёту электронными деньгами и банковскими картами, и всё большей интеграцией всех элементов автоматизации: отдельных программ для решения частных задач маркетинга в IMM, либо непосредственно в CRM, а CRM-решений — в информационные системы предприятия в целом.

## Практика применения
Согласно исследованиям американской компании Aberdeen Group, компании, использующие специализированные решения автоматизации маркетинга, получают следующие преимущества (в среднем, по отношению к не использующим):
- коэффициент конверсии лидов лучше на 107 %
- до 40 % больше объёмы средней сделки
- до 20 % выше уровень принятия коммерческих предложений
- до 17 % лучше прогноз продаж.

По данным исследовательского агентства Marketing Sherpa, использование программ автоматизации маркетинга (полностью или частично) в США на 2011 год составляет (в процентах от общего числа фирм):
- Используют полностью — до 21 %
- Используют частично (использование отдельных программ, либо отдельных функций управления маркетингом в CRM) — до 37 %
- Собираются в ближайшее время провести автоматизацию маркетинга — до 21 %
- Не имеют и не собираются — 21 %.

В странах Европы положение схожее.